# Michail Krausnick
Michail Krausnick (* 30. November 1943 in Berlin; † 12. Mai 2019 in Neckargemünd) war ein deutscher Schriftsteller sowie Hörspiel- und Drehbuchautor. Er lebte als freier Autor in Neckargemünd.

## Ausbildung und Beruf
Krausnick wuchs in Hannover auf und kam 1962 nach Heidelberg. Dort studierte er Literaturwissenschaft und Soziologie und promovierte 1973 mit der Dissertation Paul Heyse und der Münchner Dichterkreis zum Dr. phil. Während seiner Studienzeit war er Mitbegründer und Texter des Studentenkabaretts Die Kneifzange sowie Vorsitzender der AG Funk der Uni Heidelberg. 1966 absolvierte er ein Volontariat beim Süddeutschen Rundfunk (SDR), heute Südwestrundfunk (SWR). Es folgten redaktionelle Mitarbeit beim SDR-Studio Heidelberg und Hospitation bei der Badischen Fernsehredaktion Mannheim. In dieser Zeit schrieb er Essays, Satiren, Gedichte und Hörspiele für verschiedene Sender.
Als Drehbuchautor wirkte Krausnick an über 120 TV-Produktionen mit. 1976 entstand sein Drehbuch für den Spielfilm Grandison, der in Heidelberg spielt und wie viele der späteren Projekte Krausnicks historische Themen aus der Region aufgreift. Darüber hinaus veröffentlichte er mehr als 30 Bücher und schrieb Theaterstücke für die großen Bühnen Nordbadens, Kabaretttexte für Die Stachelbären, Deutscher Michel, das Düsseldorfer Kom(m)ödchen sowie Soloprogramme für Thomas Freitag.

## Bedeutung
Krausnick wurde bekannt durch seine Satiren, Hörspiele, historischen Sachbücher, Biographien sowie Gedichte und Geschichten für Kinder und junge Menschen. Die meiste Beachtung fand wohl sein Buch Die eiserne Lerche, eine Biographie des Dichters der Märzrevolution, Georg Herwegh; hierfür erhielt er 1991 den Deutschen Jugendliteraturpreis. 2018 war er der erste Preisträger des Preises der Heidelberger Autorinnen und Autoren.

## Mitgliedschaften
- Verband deutscher Schriftsteller (VS)
- Internationale Schriftstellervereinigung PEN-Zentrum Deutschland
- Europäische Autorenvereinigung Die Kogge

## Werke
- Beruf: Räuber. Vom schrecklichen Mannefriedrich und den Untaten der Hölzerlips-Bande. Rowohlt Verlag, Reinbek bei Hamburg 1978 und Beltz & Gelberg Verlag, Weinheim 1990, 2. Auflage 1991. ISBN 978-3-407-78089-8 (Räuberwirklichkeit um 1800 im Vergleich zu Friedrich Schillers „Die Räuber“ oder „Der Verbrecher aus verlorener Ehre“).
- Von Räubern und Gendarmen. Arena, Würzburg, 1978.
- mit Jürgen Enders: Für die biste doch der letzte Dreck! Jugendliche in einer Obdachlosensiedlung. Rowohlt, Reinbek bei Hamburg 1980.
- Im Schatten der Wolke. Edition Pestum, München 1980/Edition Durchblick, Neckargemünd 1999.
- Lautlos kommt der Tod. Roman. Franz Schneider, 1982.
- Da wollten wir frei sein! Eine Sinti-Familie erzählt. Beltz & Gelberg, Weinheim 1983.
- Ritter Ullrich will es wagen. München u. a.: Franz Schneider 1983.
- Die Sache Mensch: Unser Leben im Kabel-, Kohl- und Computerzeitalter. Rowohlt, Reinbek bei Hamburg 1985.
- Der Liebesverweigerer. Ravensburger Verlag, Ravensburg 1986.
- Hungrig! Die Lebensgeschichte des Jack London. Beltz & Gelberg, Weinheim 1989.
- Stichworte. Satiren, Lieder, Gedichte. Alkyon, Weissach 1990.
- Verschlüsselt und verkabelt. Medienkunde für Fortgeschrittene. Bleicher, Gerlingen 1991.
- Der Räuberlehrling. Beltz & Gelberg, Weinheim 1993.
- Die eiserne Lerche. Die Lebensgeschichte des Georg Herwegh. Beltz & Gelberg, Weinheim 1993.
- Wo sind sie hingekommen? Der Völkermord an den Sinti und Roma. Bleicher, Gerlingen 1995.
- Johann Georg August Wirth: Vorkämpfer für Einheit, Recht und Freiheit. Quadriga, Weinheim 1997.
- Nicht Magd mit den Knechten! Emma Herwegh, eine biografische Skizze. Deutsche Schillergesellschaft, Marbach 1998.
- Der Hauptgewinn oder: Bären für die Ketchupboys. Elefanten Press, Berlin 1998.
- Al Capone im deutschen Wald. Romanbiographie über den Straftäter Bernhard Kimmel. Edition Durchblick, Neckargemünd 2000, ISBN 3-89811-146-6.
- Auf Wiedersehen im Himmel! Die Geschichte der Angela Reinhardt. Bertelsmann, München 2001; wieder Arena, Würzburg 2005 ISBN 3-401-02721-2.
  - Auf Wiedersehen im Himmel! Die Sinti-Kinder von der St. Josefspflege. Drehbuch zum Film, 2004, 30 Min.
- Pausenliebe. Gedichte und Geschichten für junge Leser. Edition Durchblick, Neckargemünd 2002.
- Gegensatz und Widerwort. Satiren, Lieder und Gedichte. Edition Durchblick, Neckargemünd 2003.
- Mord Erzberger – Matthias Erzberger: Konkursverwalter des Kaiserreichs und Wegbereiter der Demokratie. Ein biographisches Porträt. Koautor mit Günter Randecker. Reihe Rhein-Neckar-Brücke, Bd. 2, Norderstedt 2005, ISBN 3-8334-3586-0.
- Jack London. dtv, München 2006, ISBN 3-423-31085-5.
- Elses Geschichte. Ein Mädchen überlebt Auschwitz. Mit Lukas Ruegenberg (Illustrator); Nachwort von R. Rose. Sauerländer, Düsseldorf 2007, ISBN 978-3-7941-6114-0.
- Rose Grandisson. Gefangen in Heidelberg. Wellhöfer, Mannheim 2011, ISBN 978-3-939540-90-8.
- Weißer Bruder, schwarzer Rock. Conte Verlag, St. Ingbert 2014, ISBN 978-3-95602-011-7.

## Auszeichnungen
- 1977 Drehbuchprämie des Bundesinnenministeriums (für „Grandisson“)
- 1984 Auswahlliste des Deutschen Jugendliteraturpreises
- 1984 Auswahlliste des Gustav-Heinemann-Friedenspreises für Kinder- und Jugendbücher
- 1991 Auswahlliste des Gustav-Heinemann-Friedenspreises für Kinder- und Jugendbücher
- 1991 Deutscher Jugendliteraturpreis (für „Die eiserne Lerche“)
- 1991 Friedenspreis der Friedenstage Kirchheimbolanden
- 1995 Nominierung für den Adolf-Grimme-Preis (Buch und Regie)
- 1995 Civis-Medienpreis der ARD (für „Auf Wiedersehen im Himmel“)
- 1998 Louise-Zimmermann-Preis (für „Emma Herwegh“)
- 1999 Wildweibchenpreis der Reichelsheimer „Märchen- und Sagentage“
- 2003 Wilhelm-Zimmermann-Preis der Wilhelm-Zimmermann-Gedenkstätte
- 2018 Preis der Heidelberger Autorinnen und Autoren